# カニバル (2013年の映画)
『カニバル』（スペイン語: Caníbal）は、2013年のスペイン＝ルーマニア合作映画（スリラー）。監督はマヌエル・マルティン・クエンカ。主演はアントニオ・デ・ラ・トーレ。ルーマニア人女優のオリンピア・メリンテが一人二役を演じている。
2013年9月のトロント国際映画祭で初上映された。2013年11月11日にはスペインで劇場公開された。2014年5月24日には日本で劇場公開され、ヒューマントラストシネマ有楽町、シネリーブル梅田、KBCシネマ、ディノスシネマズ札幌劇場、伏見ミリオン座などで上映された。

## プロット
無口なカルロスはグラナダの旧市街で仕立て屋を営んでいるが、連続殺人鬼としての側面も持っている。彼は獲物に慎重に忍びより、ワゴンでシエラネバダ山脈にある人気のない山小屋に運んでから解体。その肉を自宅の冷蔵庫に持ち帰ってディナーにしている。ルーマニアからやってきたという、騒がしいが美しいアレクサンドラと関わるまで、カルロスは何事もなく暮らしていた。
ある日、アパートの隣人であるアレクサンドラが行方不明となる。カルロスの元にはアレクサンドラの双子の姉ニーナが訪ねてくるが、儚げなニーナは物静かでアレクサンドラとは対照的である。ニーナはアレクサンドラが両親の金を盗んで逃げたと信じており、カルロスはニーナを手助けすることを約束する。物語が進むにつれてカルロスはニーナに惹かれていき、ニーナを山小屋に連れていく。カルロスはニーナに睡眠薬を飲ませて殺害するはずだったが、愛情から殺すことができない。翌朝、ニーナが目覚めた時には、自身が裸であることに気づく。カルロスはニーナに、自身が連続殺人鬼であること、アレクサンドラを殺したことを告白するが、ニーナはカルロスを信じない。ふたりはカルロスが運転するワゴンで山を降りるが、突然ニーナがハンドルを切り、ワゴンは横転する。

## キャスト
- カルロス : アントニオ・デ・ラ・トーレ

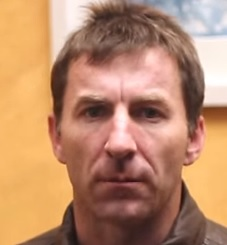
主演のアントニオ・デ・ラ・トーレ

- アウロラ : マリーア・アルフォンサ・ロッソ（英語版）
- ニーナ : オリンピア・メリンテ（スペイン語版）（一人二役）
- アレクサンドラ : オリンピア・メリンテ（スペイン語版）（一人二役）
- ホアキン・ヌニェス（英語版）
- 男友達 : グレゴリー・ブロサード（英語版）

## 批評
Rotten Tomatoesは10人の批評に基づいて新鮮度を50%としており、この作品の評価は賛否が混在している。バラエティ誌はこの作品に肯定的な評価を与え、「長回しを用いて丹精込めて撮られた贅沢な作品である。（主題である）肉処理の場面はスクリーンから外し、歩調は冷やかに、扇情感を抑えて撮られている。間違いなくニッチな主題であるし、高尚な作品でもあるが、洗練された芸術志向の観客はそれを『食べる』かもしれない」と書いた。
サン・セバスティアン国際映画祭では撮影賞を受賞した。2014年1月の第1回フェロス賞ではドラマ作品賞、監督賞など5部門にノミネートされ、アントニオ・デ・ラ・トーレが主演男優賞を受賞した。2014年2月の第28回ゴヤ賞では作品賞や監督賞など7部門にノミネートされ、撮影賞を受賞した。2014年9月のストラスブール・ヨーロッパ・ファンタスティック映画祭では最優秀ヨーロッパ・ファンタスティック映画に選出された。

## 受賞とノミネート
サン・セバスティアン国際映画祭
| 部門   | 対象者                 | 結果 |
| ------ | ---------------------- | ---- |
| 撮影賞 | パウ・エステベ・ビルバ | 受賞 |

第1回フェロス賞
| 部門         | 対象者                         | 結果       |
| ------------ | ------------------------------ | ---------- |
| ドラマ作品賞 | ドラマ作品賞                   | ノミネート |
| 監督賞       | マヌエル・マルティン・クエンカ | ノミネート |
| 主演男優賞   | アントニオ・デ・ラ・トーレ     | 受賞       |
| トレイラー賞 | トレイラー賞                   | ノミネート |
| ポスター賞   | ポスター賞                     | ノミネート |

第28回ゴヤ賞
| 部門       | 対象者                                                                 | 結果       |
| ---------- | ---------------------------------------------------------------------- | ---------- |
| 作品賞     | 作品賞                                                                 | ノミネート |
| 監督賞     | マヌエル・マルティン・クエンカ                                         | ノミネート |
| 主演男優賞 | アントニオ・デ・ラ・トーレ                                             | ノミネート |
| 助演女優賞 | オリンピア・メリンテ                                                   | ノミネート |
| 脚色賞     | アレハンドロ・エルナンデス マヌエル・マルティン・クエンカ              | ノミネート |
| 撮影賞     | パウ・エステベ・ビルバ                                                 | 受賞       |
| 美術賞     | イサベル・ビニュアレス                                                 | ノミネート |
| 音響賞     | エバ・バリーニョ ナチョ・ロージョ＝ビリャノバ ペラージョ・グティエレス | ノミネート |